# Marie Darrieussecq
Marie Darrieussecq (Bayona, Bajos Pirineos, Francia, 3 de enero de 1969) es una escritora francesa.
En 1996 obtuvo un gran éxito en Francia con su primera novela Truismes, lo que le convirtió en una figura de la literatura francesa. Truismes fue finalista del Premio Goncourt de ese año. Esta novela vendió más de 1.000.000 de ejemplares en todo el mundo, siendo traducida a más de 30 idiomas. En castellano fue publicada en España en 1997 bajo el título de Marranadas y en Argentina como Chanchadas. Desde entonces se ha dedicado profesionalmente a la escritura habiendo publicado más de una docena de novelas, varias de las cuales han sido también traducidas al castellano.

## Biografía
De padre técnico y madre profesora de francés. Su familia posee una fuerte vinculación con el mar, tema recurrente de su obra, ya que su abuelo paterno era pescador y su madre era natural de Ciboure, una localidad de fuerte tradición pesquera. Pasó la infancia en Bassussarry, un pequeño pueblo rural y residencial del País Vasco, situado a menos de 10 km de Bayona. Su madre era vascoparlante y enseñó a Marie a hablar el idioma vasco, aunque la escritora no es capaz de expresarse fluidamente en él.
Estudió bachillerato en el Liceo René Cassin de Bayona, donde se graduó en 1986 en Literatura Francesa. Entre 1988 y 1990 realizó estudios de literatura en el Liceo Michel de Montaigne de Burdeos como preparación para su acceso a la Escuela Normal Superior de París. Tras licenciarse en la Escuela Normal, accedió a un puesto de profesora de literatura francesa en la Universidad Lille 3, mientras continuaba sus estudios para doctorarse en Literatura Francesa. en la Universidad Sorbona Nueva - París 3 y en la de Jussieu (Universidad de Paris VII). En 1997 defendió su tesis doctoral que versó sobre la autoficción: "Autofiction et ironie tragique chez Georges Perec, Michel Leiris, Serge Doubrovsky, et Hervé Guibert" (Autoficción e ironía trágica en Perec, Leiris, Dombrovsky, Guibert). Marie Darrieussecq pone sus influencias literarias en Franz Kafka y en la literatura antigua, como Ovidio, del cual ha traducido Tristes y Las pónticas.
El gran éxito obtenido con su primera novela publicada, en 1996, le animó a renunciar a su puesto de profesora y dedicarse en exclusiva a la escritura. Se ha casado en dos ocasiones, su primer marido era matemático y el segundo es astrofísico. Es madre de tres hijos, un hijo nacido en 2001, y dos hijas nacidas en 2004 y 2008.
Informe de policía, su primer ensayo, consagrado al tema del plagio, aparece en 2010.
En 2011, publica Clèves, novela sobre el despertar sexual de una joven de los años 1980.

## Compromiso
Desde 2001, Marie Darrieussecq es madrina de la REDES DE FRANCIA, una asociación de ayuda y de información a las víctimas del distilbeno. Desde 2007, es una de las madrinas de la asociación Bibliotecas sin fronteras.  Durante la campaña presidencial francesa de 2007, entregó su apoyo a Ségolène Royal.

## Carrera literaria
Desde joven Marie desarrolló interés por la literatura y la escritura. Escribe desde su adolescencia y se presentó a varios premios literarios ganando en 1988 el prestigioso Prix du Jeune Écrivain por su novela La Randonneuse, que le convirtió en una promesa de la literatura francesa. No ha dejado de escribir desde entonces salvo durante los tres años en los que estuvo preparando los exigentes exámenes de acceso a la Escuela Normal Superior de París.Sin embargo, aunque envió sus manuscritos durante años a diferentes editoriales, no fue hasta 1996, que la editorial P.O.L. se decidió a publicar una de sus obras. Por aquel entonces era profesora de literatura en la Universidad de Lille y preparaba su tesis doctoral.
Su primera obra; Marranadas o Chanchadas (dependiendo del país de publicación) narra la historia de una bella joven que asiste como en La Metamorfosis de Kafka a su progresiva transformación en un animal, en este caso en un cerdo. Marranadas fue un enorme éxito de público y crítica en Francia, siendo la más exitosa novela de un debutante en décadas.

## Obra literaria
Todas las obras de Darrieussecq están protagonizadas por mujeres y han sido publicadas por la misma editorial en Francia (P.O.L.)

### Novelas y cuentos
- 1996 : Truismes, P.O.L, Marranadas (Madrid: Quinteto, 1997; ISBN 9788497110099), Chanchadas (Buenos Aires: Alfaguara, 1997)
- 1998 : Naissance des fantômes, P.O.L, (Nacimiento de los fantasmas, 1999)
- 1999 : Le Mal de mer, P.O.L, (Respirando bajo el agua, 2001)
- 1999 : Précisions sur les vagues, P.O.L
- 2001 : Bref séjour chez les vivants, P.O.L,
- 2002 : Le Bébé, P.O.L, El bebé (Anagrama)
- 2003 : White, P.O.L
- 2003 : Simulatrix, éd. Les Inrockuptibles, coll. « des nouvelles du sexe »
- 2004 : Claire dans la forêt suivi de Penthésilée, premier combat, éd. des femmes ISBN 9782721004918
- 2005 : Le Pays, P.O.L
- 2006 : Zoo, P.O.L, Zoo (trad. de Lil Sclavo. Buenos Aires: El cuenco de plata, 2012)[1]
- 2007 : Tom est mort, P.O.L, Tom ha muerto (2008)
- 2007 : Mrs Ombrella et les musées du désert, éd. Scali
- 2008 : Péronille la chevalière, Albin Michel Jeunesse
- 2011 : Clèves, P.O.L , Cléves (Buenos Aires: El cuenco de plata, 2014)
- 2013 : Il faut beaucoup aimer les hommes, P.O.L  — premio Médicis[2]
- 2017: Notre vie dans les forêts, P.O.L
- 2019: La Mer à l'envers, P.O.L
- 2021: Pas dormir, P.O.L

### Ensayos
2010 : Informe de policía. Acusaciones de plagio y otros modos de vigilancia de la ficción, P.O.L 

### Biografía
- 2016 : Être ici est une splendeur. Vida de Paula Modersohn-Becker, P.O.L

### Traducciones
- 2008 : Tristes Pontiques d'Ovide, P.O.L
- 2012 : Tigre, tigre ! de Margaux Fragoso, Flammarion
- 2014 : Brouillons d'un baiser de James Joyce, éditions Gallimard
- 2016 : Un lieu à soi de Virginia Woolf, éditions Denoël

### Teatro
- 2009 : Le Musée de la mer, P.O.L.

### Libros de arte
- 1998 : Dans la maison de Louise, CAPC musée d'art contemporain de Bordeaux
- 2000 : Il était une fois... la plage, photographies de Roger-Viollet, éd. Plume
- 2001 : Sculptures de Lydie Arickx, textes et photographies, éd. Artémoins
- 2003 : Illusion de Dolorès Marat, éditions Filigranes
- 2006 : Do You Know What I Mean de Juergen Teller, Actes Sud
- 2008 : B2B2SP d'Edouard François, éd. Archibooks
- 2011 : A Portrait of the Artist as a Young Mother, éditions Filigranes
- 2013 : Gisants de Jan Fabre, éd. Galerie Daniel Templon
- 2013 : Faire de son mieux, photographies de Gilbert Garcin, éditions Filigranes
- 2013 : A triple tour, collectif, éditions du Centre des monuments nationaux
- 2015 : Bretonnes, collectif, Actes Sud

### Audios
- 2004 : Claire dans la forêt, lu par l'auteure, éditions des femmes, coll. « Bibliothèque des voix ».